# Sigge (arkitektbyrå)
Sigge är en arkitektbyrå verksam i Åbo, grundad 1956 av arkitekten Sigvard Eklund (född 1928) och verksam under hans namn fram till 1996. 
Grundaren bedrev en framgångsrik verksamhet och ritade fram till mitten av 1990-talet ett stort antal byggnader i Åbo med omnejd. Bland hans projekt kan nämnas Hotell Park Alandia i Mariehamn (1975), kanslibyggnaderna i Pargas och Kimito (1981 resp. 1982), ett flertal färjterminaler, bland annat Silja Lines och Viking Lines terminaler i Helsingfors, Tegelviksterminalen i Stockholm (1984), terminalerna i Åbo, Nådendal och Mariehamn (1988 resp. 1989) samt Lübeck (1989), Veritas kontorshus och Svenska gården Verdandi i Åbo (1991), därtill ett flertal skol- och idrottsbyggnader samt hälso- och sjukvårdsbyggnader. 
Sigvard Eklund tjänstgjorde även som stadsarkitekt i Mariehamn 1970–1974. Byrån övertogs 1996 av sonen Kim-Johan Eklund (född 1953) och går numera under namnet Arkitektbyrå Sigge Ab/Viiva Arkitektur Ab, den senare delen ledd av arkitekt Pekka Mäki. Denne har profilerat sig som en av landets ledande yngre modernister; han deltog bland annat i planeringen av Finlands ambassad i Berlin (1999). Under ledning av Kim Eklund har byrån utvecklats till en av de ledande arkitektbyråerna i Åbo; från hans tid kan nämnas bland annat huvudkontoret för Mariehamns tekniska verk och renoveringen av Självstyrelsegården i Mariehamn (2004), renoveringen och tillbyggnaden av Åbo landskapsmuseum (2004), Landsbygdsrådets ämbetsverk i Kimito och Kuppis allaktivitetshall (2006), därtill ett flertal hälso- och sjukvårdsbyggnader, främst Åbo stads kirurgiska sjukhus (1997) samt skol- och undervisningsbyggnader, industrianläggningar och bostadsbyggnader.